# Форфейтування
Форфейтування — термін, який зазвичай вживається для позначення купівлі зобов'язань (векселів), погашення яких припадає на будь-який час у майбутньому і які виникають у процесі постачання товарів і послуг (здебільшого експортних операцій) без обернення на будь-якого попереднього боржника. Слово «afor-fait» французького походження і означає «відмову від прав», що складає суть операцій по форфейтуванню.
При форфейтуванні продавець вимоги, наприклад, переказного векселя, захищає себе від будь-якого регресу (регрес — зворотна вимога про відшкодування сплаченої суми) включенням у індосамент слів «без обороту». Продавцем векселя, що форфейтується зазвичай є експортер; він акцептує його як платіж за товари чи послуги і прагне передати усі ризики і відповідальність за інкасування форфейтеру (тобто банку, що обліковує векселя) в обмін на негайну оплату готівкою.